# Polymixis hagar
Polymixis hagar là một loài bướm đêm trong họ Noctuidae.